# Дом свобод
Дом свобод (итал. Casa delle Libertà) — крупнейшая итальянская правоцентристская коалиция, существовавшая в 2000—2008 годах во главе с политиком Сильвио Берлускони. Образована из коалиции «Полюс свобод». Объединяла несколько известных политических партий:
- Вперед, Италия!
- Национальный альянс
- Лига Севера
- Движение за Автономию
- Христианские демократы за автономию
- Новая итальянская социалистическая партия
- Итальянская республиканская партия
- Либеральные реформаторы

В 2001—2006 годах действовали сформированные на основе этой коалиции второе и третье правительства Берлускони.

## Результаты на выборах
| Партия — член коалиции                           | Выборы в 2001 году | Выборы в Европарламент в 2004 году | Выборы в 2006 году | Выборы в 2006 году |
| Партия — член коалиции                           | Proporz. мест      | Выборы в Европарламент в 2004 году | мест               | Senato             |
| ------------------------------------------------ | ------------------ | ---------------------------------- | ------------------ | ------------------ |
| Вперед, Италия!                                  | 29,4               | 21,0                               | 23,7               | 24,0               |
| Национальный альянс                              | 12,0               | 11,5                               | 12,3               | 12,4               |
| Союз христианских демократов и демократов Центра | 3,2                | 5,9                                | 6,8                | 6,8                |
| Лига Севера                                      | 3,9                | 5,0                                | 4,6                | 4,5                |
| Христианские демократы за Автономию              | 1,0                | 2,0                                | 0,7                | 0,6                |
| Итальянская республиканская партия               | 0,8                | 0,7                                | -                  | 0,1                |